# Войм
Войм — река в России, протекает по Свердловской области. Начинается в ложбине между горами Рябиновый Увал и Чёрный Увал на высоте 519 м. Впадает в Валенторское озеро. Длина реки составляет 12 км. Основной приток — река Малый Войм (левый).

## Данные водного реестра
По данным государственного водного реестра России относится к Иртышскому бассейновому округу, водохозяйственный участок реки — Сосьва от истока до водомерного поста у деревни Морозково, речной подбассейн реки — Тобол. Речной бассейн реки — Иртыш.
Код объекта в государственном водном реестре — 14010502412111200010486.